# オルデンブルク自由州

オルデンブルク自由州
Freistaat Oldenburg  (ドイツ語)

1866年から1937年におけるオルデンブルク自由州の地図

オルデンブルク自由州またはオルデンブルク自由国（ドイツ語: Freistaat Oldenburg）は、1918年のドイツ革命によるオルデンブルク大公国の解体により成立した、ドイツ国の自由州である。ヴァイマル共和政の下で議院内閣制を敷いていた。オルデンブルク大公フリードリヒ・アウグストが1918年11月11日に退位したことを受けて成立し、1933-1934年の強制的同一化による自治権剥奪を経て、1946年11月23日にニーダーザクセン州に統合されて消滅した。単にオルデンブルク州ともいう。

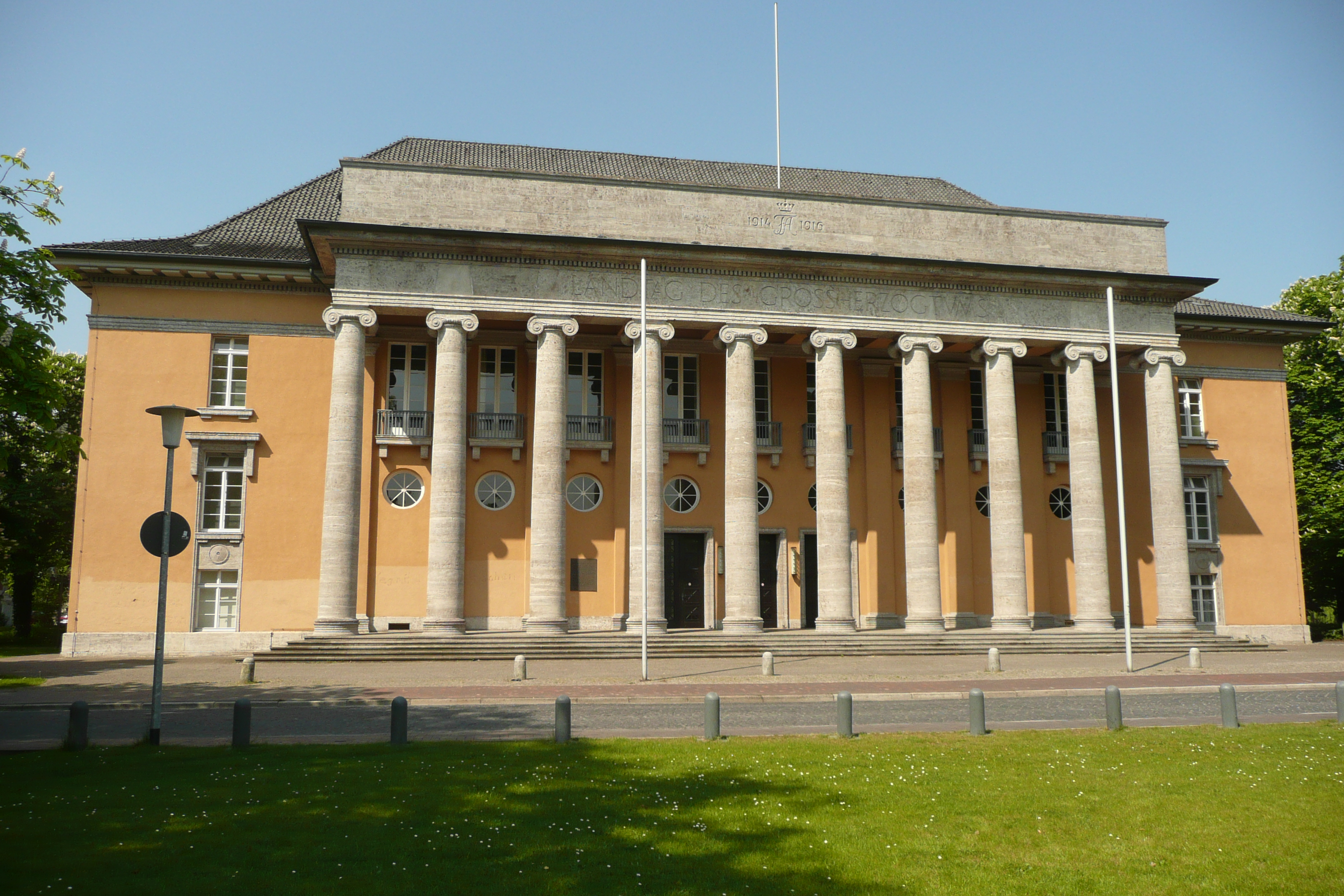
オルデンブルク州議会

## 歴史

### 1918年から1932年
大公が廃位された後、労兵レーテはオルデンブルク＝オストフリースラント・レーテ共和国の樹立を宣言した。11月11日にはドイツ独立社会民主党のベルンハルト・クーントの下に州総局 (Landesdirektorium) が設立され、1919年3月3日まで存続した。旧州議会は、制憲議会の発足まで州議会としての役割を果たした。 
1919年2月にドイツ国政府が介入してクーントは逮捕された。2月23日には制憲議会が発足し、6月に「オルデンブルク自由州憲法」が制定された。6月21日には第一回州議会が開会し、ドイツ社会民主党、ドイツ民主党、ドイツ中央党の3党連立政権である第1次テオドール・タンツェン内閣が発足した。 
1919年10月にオルデンブルク秩序警察が設立されて治安維持の面で大きな変化が起きた。秩序警察は反乱鎮圧を目的として設立され、ドイツ国政府から設立資金の80%が供与された。設立後ただちに主要都市であるリュストリンゲン、オルデンブルク、デルメンホルストの警察任務を所管した他、リューベックおよびビルケンフェルトでは領土防衛にあたった。 
1920年6月6日の州議会選挙の結果、社会民主党・民主党・中央党とドイツ人民党の連立交渉は行き詰まったが、引き続きタンツェン内閣が政権を担当した。その後、タンツェン内閣は1923年3月28日に州議会の過半数を確保できなかったことから総辞職した。この政権交代はルール占領に対する中央政府のクーノ内閣の抵抗とも関係していた。1923年4月17日に、州議会は無所属のオイゲン・フォン・フィンクを州首相に選出した。フィンクは第1次 (1923年4月17日 - 1925年6月22日)・第2次 (1925年6月23日 - 1930年11月14日) と政権を担当し、続いてフリードリヒ・カセボム (1930年11月14日 - 1932年6月16日) が州首相となった。 
1931年5月17日のオルデンブルク州議会選挙ではナチ党が得票率37.2%で州議会第一党となった。 

### ナチ党政権
1932年5月29日の州議会選挙でナチ党は得票率48.5%で46議席中24議席を占め、絶対多数を確保した。これにより、6月16日に初のナチ党による州政権であるカール・レーバー内閣が発足した。この際、ナチ党以外に国家人民党の2名と農村住民党の1名も賛成票を投じている。 

### ナチ党支配下から戦後
1933年5月から第二次世界大戦終戦まで、オルデンブルク自由州はブレーメン州とともに国家代理官の下に置かれた。国家代理官には州首相レーバーが就任し、1942年5月にはパウル・ウェゲナーに交代した。 
1937年4月1日にオルデンブルク自由州の飛び地であったビルケンフェルトとリューベックは大ハンブルク法によりプロイセン自由州に移管された。ビルケンフェルトはライン県、リューベックはシュレースヴィヒ＝ホルシュタイン県のオイティン郡に編入された。これと交換する形でプロイセン自由州のハノーファー県にあったヴィルヘルムスハーフェンがオルデンブルク自由州に編入された。 
第二次世界大戦終戦後、オルデンブルクはイギリス軍の占領下に置かれた。オルデンブルクでは、イギリス軍政府と協力してオルデンブルクを独立国として存続させる検討が行われた。このため、テオドール・タンツェンが暫定首相に任命され、内相アウグスト・ウェグマン、財務相ハラルド・コッホ、教育相フリッツ・ケストナーらで新たな州政府が発足した。さらに、オルデンブルク州の新憲法を起草すべく制憲委員会が設置され、1946年春には新たな州議会で承認された。しかし、オルデンブルクを独立させるという案は最終的に却下され、オルデンブルクはニーダーザクセン州の一部とすることが決定された。

### ニーダーザクセン州への統合

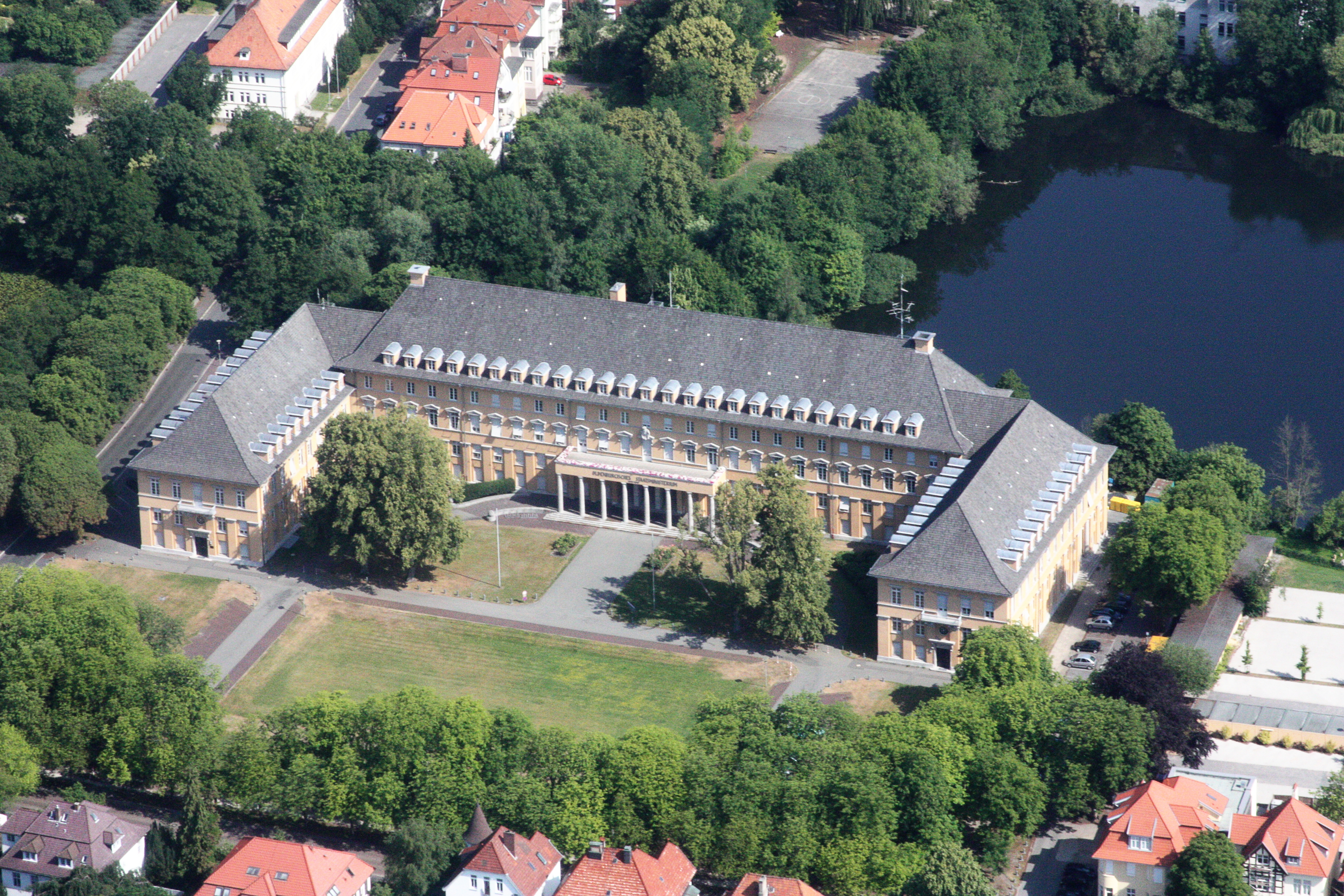
オルデンブルク自由州庁舎。1946年から2004年まで県知事官邸であった。

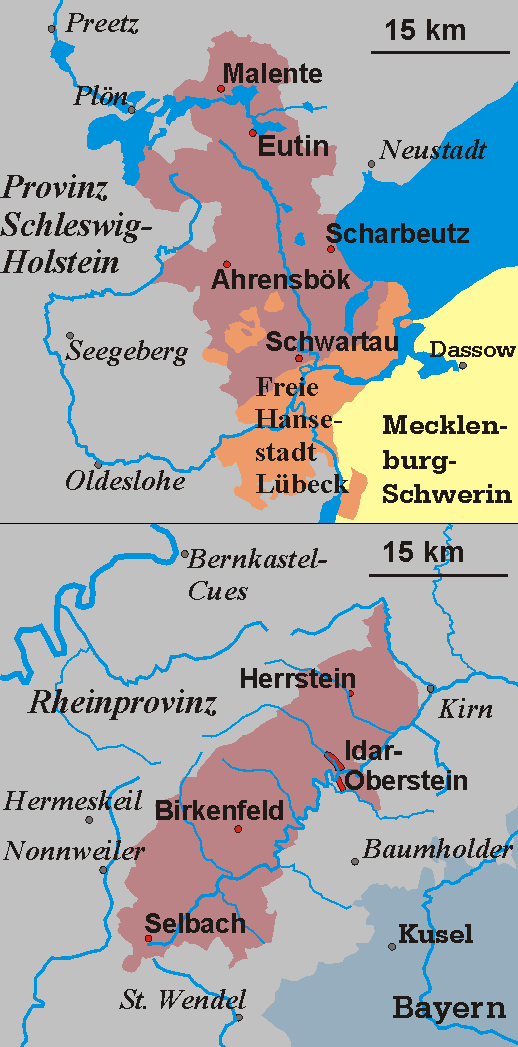
リューベックおよびビルケンフェルト

1946年8月23日のイギリス軍政令第46号でイギリス占領地域の諸州を独立国とすることが宣言され、オルデンブルク自由州はオルデンブルク共和国となった。 
1946年11月23日には、ブラウンシュヴァイク共和国 (ソ連占領下にあり、ザクセン＝アンハルト州に統合された東部のブランケンブルク郡とカルフェルデの飛び地およびヘルムシュテット郡を除く)、ハノーファー州 (ソ連占領下のエルベ川右岸を除く) およびシャウムブルク＝リッペ共和国とともにニーダーザクセン州に統合された。
2011年11月10日にはニーダーザクセン州議会でニーダーザクセン州憲法制定以前の州法・憲法を廃止する法律 („Verfassung für den Freistaat Oldenburg vom 17. Juni 1919 in der Fassung des Abschnitts II Kapitel 1 Teil 1 § 2 des Gesetzes vom 27. April 1933 (Nds. GVBl. Sb. II S. 6), zuletzt geändert durch § 18 Abs. 1 Satz 2 Nr. 4 Buchst. a des Gesetzes vom 10. Februar 1972 (Nds. GVBl. S. 109)“) が成立し、オルデンブルク自由州憲法が正式に廃止された 。

## 州元首

### 首相および国家代理官

#### 州総裁またはオルデンブルク自由州首相
- ベルンハルト・クーント (独立社会民主党、1918年11月11日 - 1919年3月3日)
- テオドール・タンツェン (民主党、1919年7月21日 - 1923年4月17日)
- オイゲン・フォン・フィンク (無所属、1923年4月17日 - 1930年7月13日)
- フリードリヒ・カセボム (1930年11月14日 - 1932年6月16日)
- カール・レーバー (ナチ党、1932年6月16日 - 1933年5月5日)
- ゲオルク・ヨーエル (ナチ党、1933年5月6日 - 1945年4月)
- テオドール・タンツェン (自由民主党、1945年4月31日 - 1946年10月)

#### オルデンブルクおよびブレーメンの国家代理官 (オルデンブルク駐在)
1. カール・レーバー (1933年5月6日 - 1942年5月15日)
2. パウル・ウェゲナー (1942年5月27日 - 1945年4月)

### 州章
紋章記述: „Geviert; Feld 1 und 4: in Gold je zwei rote Balken, Feld 2 und 3: in Blau je ein goldenes, an den Enden verbreitertes und eingekerbtes, am Fuß mit einer Spitze versehenes Kreuz.“ 
4分割した盾の第1・第4フィールドには金地に赤の帯が2本、第2・第3フィールドには青地に端が幅広でノッチがあり足部に爪のついた金色の十字架が配されている。     

### 州旗
州旗は1919年10月3日の州内務省通達で青地を赤十字で4等分にした長方形とされた。 

## 人口と面積
1939年5月時点で、面積5,396平方キロメートル、人口582,400人であった。 

## 行政区分
オルデンブルク自由州では、大公国の行政区分がほぼそのまま引き継がれたが、1933年に包括的な行政改革が行われ、地区は6つに再編された。ビルケンフェルト地区とリューベック地区は当初はオルデンブルク自由州に属していたが、1937年にプロイセン自由州ハノーファー県からヴィルヘルムスハーフェンを編入するのと引き換えにプロイセン自由州に移された。この際、郡独立市であったリュストリンゲンはヴィルヘルムスハーフェンに併合された。 

### 1級都市（郡独立市）
- デルメンホルスト
- オルデンブルク
- リュストリンゲン (1937年まで)
- ヴィルヘルムスハーフェン (1937年以降)

### 行政事務所（1939年以降は郡役所）
- アンマーラント地区：旧オルデンブルク地区の一部とヴェスターシュテーデ地区
- クロッペンブルク地区：クロッペンブルク地区およびフリーゾイテ地区
- フリースラント地区：イェファー市、ファーレル市、イェファー地区およびファーレル地区
- オルデンブルク地区：旧オルデンブルク地区の一部とデルメンホルスト地区およびヴィルデスハウゼン地区
- フェヒタ地区：フェヒタ地区
- ヴェーザーマルシュ地区：ブラーケ地区、ブートヤーディンゲン地区およびエルスフレート地区